# Lavoisiera pulcherrima
Lavoisiera pulcherrima är en tvåhjärtbladig växtart som beskrevs av Dc.. Lavoisiera pulcherrima ingår i släktet Lavoisiera och familjen Melastomataceae. Inga underarter finns listade i Catalogue of Life.